# 110408 Nakajima
110408 Nakajima este o planetă minoră (asteroid) din centura de asteroizi. A fost descoperită pe 13 octombrie 2001 la Goodricke-Pigott Observatory⁠(d) de Roy A. Tucker⁠(d) și a fost numită după Haruo Nakajima. 
Obiectul prezintă o orbită caracterizată de o semiaxă mare de 2,6842141550058 UAi, o excentricitate de 0,07, o înclinație de 5,8 ° în raport cu ecliptica.